# Bobby Gunn
Bobby Gunn (ur. 25 grudnia 1973  w Niagara Falls) – kanadyjski bokser, walczący w kategorii junior ciężkiej (do 200 funtów).
28 kwietnia 1989 Bobby Gunn zadebiutował na zawodowym ringu, pokonując, po czterech rundach, na punkty Richarda Palma.
11 lipca 2009 przegrał pojedynek o pas Mistrza Świata federacji IBF z Tomaszem Adamkiem. Sędzia przerwał walkę po 4 rundzie.
7 kwietnia 2012 po blisko trzyletniej przerwie Gunn ponownie wystąpił na zawodowym ringu. W walce o pas IBU, przegrał z Jamesem Toneyem, wycofując się po 5 rundzie z powodu złamania ręki.